# Operation Fenix
Phoenixprogrammet (engelska: Phoenix Program; vietnamesiska: Chiến dịch Phụng Hoàng), var en hemlig operation under Vietnamkriget för att "neutralisera" FNL:s kadrar genom att demoralisera, tillfångata och döda misstänkta medlemmar i Sydvietnam. Tortyr användes rutinmässigt och även ett okänt antal civila blev offer för terrorn.
Programmet var utformat av CIA i USA i samarbete med Sydvietnams säkerhetstjänst för att identifiera och "neutralisera" människor och civil infrastruktur som stödde FNL. Programmet var aktivt mellan 1967 och 1972, men liknande aktioner fanns både före och efter denna period. Mellan 1968 och 1972 "neutraliserades" (fängslades, torterades eller avrättades) i programmet drygt 80 000 personer, varav mer än 26 000 dödades.